# Derrick Caracter
Derrick Caracter (4 de maig de 1988) és un jugador de bàsquet estatunidenc format al planter dels Los Angeles Lakers de l'NBA. Amb 2,06 metres d'alçària a la temporada 2010-2011 jugava en la posició d'aler-pivot.
Caracter va créixer a Fanwood, New Jersey. Va jugar a bàsquet de l'institut a l'Institut St. Patrick com a novell, i va assistir a l'Institut Scotch Plains-Fanwoodl en el seu segon any, treballar en equip amb el company originaris del SPF, i el subsegüent Duke Blue Devil PF, Lance Thomas, abans de tornar al St. Patrick pel seu any júnior. Caracter es va traslladar a un internat, Notre Dame Preparatory School, durant el seu últim any per centrar-se en l'acadèmic. Després va començar la seva carrera universitària a la Universitat de Louisville.